# Phil Bardsley
Pour les articles homonymes, voir Bardsley.
Phillip Bardsley, né le 28 juin 1985 à Salford, est un footballeur international écossais qui évolue au poste de défenseur.

## Palmarès

### En club
- Sunderland AFC
  - Finaliste de la League Cup en 2014.